# Kombinacja norweska na Mistrzostwach Świata w Narciarstwie Klasycznym 1997
Zawody w kombinacji norweskiej na XXVIII Mistrzostwach świata w narciarstwie klasycznym odbyły się w dniach 22–25 lutego 1997 w norweskim Trondheim.

## Wyniki

### Gundersen K 90/15 km
- Data 22 lutego 1997

| Medal | Zawodnik          | Narodowość | Wynik   |
| ----- | ----------------- | ---------- | ------- |
|       | Kenji Ogiwara     | Japonia    | 43:43,1 |
|       | Bjarte Engen Vik  | Norwegia   | 44:13,9 |
|       | Fabrice Guy       | Francja    | 45:12,5 |
| 4     | Ago Markvardt     | Estonia    | 45:20,8 |
| 5     | Roman Perko       | Słowenia   | 45:21,4 |
| 6     | Hannu Manninen    | Finlandia  | 45:32,5 |
| 7     | Knut Tore Apeland | Norwegia   | 45:46,5 |
| 8     | Jens Deimel       | Niemcy     | 46:12,2 |
| 9     | František Máka    | Czechy     | 46:21,3 |
| 10    | Felix Gottwald    | Austria    | 46:25,2 |

### Sztafeta 4 x 5 km
- Data 25 lutego 1997

| Medal | Zawodnik                                                             | Narodowość        | Wynik   |
| ----- | -------------------------------------------------------------------- | ----------------- | ------- |
|       | Halldor Skard Bjarte Engen Vik Knut Tore Apeland Fred Børre Lundberg | Norwegia          | 52:18,0 |
|       | Jari Mantila Tapio Nurmela Samppa Lajunen Hannu Manninen             | Finlandia         | 53:13,6 |
|       | Christoph Eugen Felix Gottwald Mario Stecher Robert Stadelmann       | Austria           | 53:30,9 |
| 4     | Ladislav Rygl Jan Matura Milan Kučera František Máka                 | Czechy            | 54:57,1 |
| 5     | Dave Jarrett Ryan Heckman Tim Tetreault Todd Lodwick                 | Stany Zjednoczone | 55:05,6 |
| 6     | Jens Gaiser Georg Hettich Matthias Looß Jens Deimel                  | Niemcy            | 55:24,2 |
| 7     | Jean-Yves Cuendet Andreas Hartmann Andreas Hurschler Urs Kunz        | Szwajcaria        | 55:25,0 |
| 8     | Ludovic Roux Nicolas Bal Sylvain Guillaume Fabrice Guy               | Francja           | 56:08,9 |